# El Montañés
El Montañés fue una publicación semanal aparecida en Santander en 1813, fundada por Bernardino Serrano. Desapareció después de tan sólo dos números el mismo año de 1813.
El semanario El Montañés salió a la luz en 1813, casi un año después de la retirada de las tropas francesas de la capital de Cantabria, siendo la primera publicación periódica aparecida en la región de forma independiente (durante la ocupación francesa había aparecido otro semanario, La Gazeta de Santander). Se le puede considerar, por tanto, como la primera publicación periódica cántabra de la historia.
El Montañés se tiró en la imprenta de José Manuel de Mendoza, pero después del segundo número, y ante una opinión pública desfavorable (que consideraba al periódico revolucionario) y los defensores del absolutismo en contra, el dueño de la imprenta se negó a seguir sacándolo adelante. Tras intentar, en vano, que El Montañés saliera en otra imprenta (la de Riesgo, cuyo dueño fue arrestado y multado), el semanario desapareció definitivamente, cerrando así la breve historia del primer periódico cántabro.